# Śaktipāta
Presso la tradizione mistica dell'India, lo śaktipāta (in sanscrito शक्तिपात, anglizzato in shaktipat) ìndica sia il passaggio dell'energia chiamata Kuṇḍalinī da un maestro spirituale ad un allievo, sia la discesa di quest'Energia rivelatrice direttamente da Dio.
Il termine è composto da śakti, che significa "energia", "forza", "potere", e pat, che significa "andare", "muovere", "scorrere", o anche pāta che descrive più propriamente la "caduta", la "discesa".

## Il risveglio dell'Energia
La Kundalinī Shakti è "l'incarnazione della Suprema Energia della Coscienza del Sé" presente ma, normalmente, inattiva nel corpo umano. C'è chi sostiene che il modo più certo e sicuro per risvegliare la Kundalinī sia la Shaktipat, perché tramite questa pratica il maestro, per mezzo della sua energia completamente dispiegata, risveglia la Kundalinī nel discepolo e ne regola il processo di crescita. Egli cioè riesce a stabilire un contatto fra la propria energia e quella quiescente nell'allievo e ripetendo, se le circostanze lo richiedono, più volte quest'operazione ne può stimolare il completo risveglio ed alimentarne progressivamente lo sviluppo.
Il maestro trasmette la propria conoscenza al discepolo in virtù del fatto che la sua consapevolezza penetra nel profondo sé del discepolo e vi diffonde le sue particolari caratteristiche. Il guru fa questo nello stesso modo in cui uno yogi può entrare nel corpo di un'altra persona senza lasciare il proprio.
L'iniziazione con trasferimento di Shakti prende il nome di Śaktipāta dīkṣā. In questo rituale il discepolo è reso parte della famiglia spirituale (kula), una famiglia che non è basata sulle relazioni di sangue ma "sulla conoscenza (vidyā) e sulla tradizione che essi condividono. […] Dato che la consapevolezza è più grande del corpo vidyā è un vincolo più forte del legame di sangue".

## Modalità di trasmissione
La Shaktipat può essere realizzata dal maestro spiritualmente illuminato sia per mezzo della trasmissione di parole sacre o mantra, sia per mezzo dello sguardo, del pensiero o del tocco. Il tocco è effettuato solitamente in corrispondenza dell'ajna chakra o terzo occhio del discepolo.
La Shaktipat, inoltre, virtualmente è trasmissibile di persona o a distanza:  attraverso un oggetto, tramite il telefono, grazie ad uno scritto  Tutto è veicolo di energia quindi, e potenzialmente sono innumerevoli i mezzi di attuazione della Shaktipat.
In termini più generali la Discesa della Shakti può anche realizzarsi perché stimolata dalla benedizione di un maestro,  dalla condivisione dell'energia spirituale in un gruppo (satsaGgati, la compagnia dei virtuosi), dalla lettura di scritti ispirati o, semplicemente, in virtù della forza della devozione (bhakti).
"Ѐ tutta energia spirituale che scorre in noi e ciò può avvenire per varie influenze e in molti modi. Ѐ la nostra bhakti che determina l'intensità di questo flusso più che ogni altra cosa. Infatti, in realtà la Shaktipat ha la sua origine nell'aspirante e in nessun altro".

## Shaktipat come espressione della libera volontà di Dio
Concordemente a quanto appena detto va infine ricordato che la Shaktipat è un atto di Grazia Divina (anugraha), completamente indeterminato.
Shiva esprime se stesso nell'emanazione e nella dissoluzione dell'universo, tutto avviene in ragione della sua grazia ed Egli è essenzialmente libero. La Shaktipat può discendere direttamente da Lui senza che ci sia alcuna intermediazione da parte di un maestro. D'altra parte l'atteggiamento di chi riceve non è irrilevante: ciò che egli desidera corrisponde alla sua apertura nell'accogliere la luce divina.

## Livelli di intensità della Shaktipat
Secondo il Tantrāloka di Abhinavagupta la rivelazione può essere di nove tipi, in base alla volontà di Shiva: "la caduta di potenza", che è la Shaktipat, si divide in tre gradazioni, violenta, mezzana e debole, ognuna delle quali si divide a sua volta in tre:
- La caduta di potenza "violenta-violenta" somministra di per sé la liberazione in seguito alla morte del corpo, la quale può essere immediata o differita a un altro momento, secondo il grado di intensità della caduta stessa.
- La caduta di potenza "violenta-mezzana" elimina di per sé ogni ignoranza. La conoscenza grazie a cui uno conosce il proprio sé come fonte di legame e di liberazione è la conoscenza intuitiva (prātibha), la grande conoscenza, la quale è indipendente da scritture e maestri.
- In forza di una caduta di potenza "violenta-debole", in chi [da essa è colpito] nasce, per volontà di Shiva, il desiderio di andare da un buon maestro.
- La caduta di potenza "mezzana-violenta" è caratterizzata da questo, che l'individuo colpito da essa, sebbene abbia celebrato l'iniziazione, non possiede tuttavia ferma convinzione di essere identico a Shiva e tale diventa solo alla morte del corpo.
- L'individuo colpito da una caduta di potenza "mezzana-mezzana" desidera sì di ottenere Shiva, ma è anche bramoso di fruizioni, per cui diventa Shiva solo alla morte del corpo, dopo aver fruito le fruizioni cui è stato congiunto [dal maestro].
- L'individuo colpito da una caduta di potenza "mezzana-debole" diventa Shiva solo dopo aver fruito, con un altro corpo, le varie fruizioni concernenti questo o quel principio, cui in questa vita è stato unito [dal maestro].
- Le cadute di potenza "debole-violenta", "debole-mezzana" e "debole-debole" sono caratterizzate da un desiderio di fruizioni via via più intenso. Grazie ai riti iniziatici, anche chi è colpito da esse alla fine tuttavia si identifica con Shiva.[10]

Esponiamo infine questa medesima classificazione  così come è stata interpretata negli insegnamenti di Swami Lakshmanjoo (1907-1991), maestro contemporaneo continuatore della Tradizione Shivaita del Kashmir. In base alla sua intensità, la Shaktipat può essere definita:
- tīvra-tīvra-śaktipāta, "Grazia Suprema Superiore": provoca un'immediata identificazione con Shiva e la liberazione; a causa dell'intensità estrema di questa grazia il corpo fisico muore. Tale essere diviene un Siddha e dispensa grazia dalla propria dimora (Siddhaloka) direttamente nei cuori degli aspiranti meritevoli.
- tīvra-madhya-śaktipāta, "Grazia Suprema di Mezzo": tale essere diviene spiritualmente illuminato e liberato per conto suo, affidandosi direttamente a Shiva, senza bisogno di ricevere iniziazione o istruzione da un guru. Ciò è reso possibile dall'intenso risveglio dell'intuizione spirituale (pratibhā) che elimina immediatamente l'ignoranza.
- tīvra-manda-śaktipāta, "Grazia Suprema Inferiore":  la persona che riceve questa grazia desidera fortemente trovare un guru appropriato, tuttavia egli non necessita di ricevere istruzioni, gli basterà un semplice tocco, uno sguardo: il solo fatto che sia in presenza del suo maestro è sufficiente per attivare in lui lo stato di illuminazione.
- madhya-tīvra-śaktipāta, "Grazia Intermedia Superiore": un discepolo che riceve questa grazia desidera usufruire dell'insegnamento e dell'iniziazione di un guru perfetto; col tempo riceve l'illuminazione sebbene non sia totalmente assorbito in questo stato durante la sua vita e riceva uno stato di fusione permanente con Shiva solo in seguito al termine della propria vita.
- madhya-madhya-śaktipāta, "Grazia Intermedia di Mezzo": un tale discepolo riceverà l'iniziazione dal suo guru ed avrà un intenso desiderio di ottenere la liberazione, ma allo stesso tempo continuerà a provare desiderio per svariati godimenti e piaceri; successivamente al termine della sua vita proseguirà verso un luogo paradisiaco dove soddisferà tutti i suoi desideri, riceverà ancora l'iniziazione dal proprio maestro e realizzerà l'unione permanente con Śiva.
- madhya-manda-śaktipāta, "Grazia Intermedia Inferiore": è simile alla "Grazia Intermedia di Mezzo" tranne che per il fatto che in questo caso l'aspirante desidera i piaceri terreni più che l'unione con Shiva; necessita di reincarnarsi nuovamente come ricercatore spirituale per ottenere la liberazione.
- manda, "Grazia Inferiore": per coloro che ricevono la grazia a questo livello l'aspirazione ad essere uniti a Shiva è presente solo nei momenti di malessere e sofferenza; la grazia di Shiva opererà in loro per molte vite prima che avvenga la liberazione dello spirito.